# Kees de Kort (beursanalist)
Cornelis Johannes (Kees) de Kort (Weesp, 16 mei 1956) is een Nederlandse beursanalist en macro-analist. De Kort verzorgde van eind jaren 90 tot juli 2022 doordeweeks dagelijks commentaar op de beurzen en economie op BNR Nieuwsradio met zijn column De Kort door de Bocht. 
Hij studeerde economie aan de Katholieke Hogeschool van Tilburg. De Kort was in zijn diensttijd eerst secretaris en van 1982 tot 1983 voorzitter van de toenmalige Vereniging van Dienstplichtige Militairen (VVDM). Via de Consumentenbond, waar hij schreef voor de Geldgids, belandde hij in de bank- en beurswereld. Zo heeft hij gewerkt bij Staalbankiers, onderzoeksbureau Financiële Diensten Amsterdam (FDA), De Nieuwe Doelen Effecten, Barclays de Zoete Wedd en AFS Vermogensbeheer. Laatstgenoemde onderneming ging in 2012 failliet waarbij De Kort net als de rest van het personeel zijn baan verloor.
Kees de Kort werd gekozen tot Beursgoeroe van het jaar 2008 door het weblog voor beleggers Blik op de Beurs. Hij kenmerkt zich door een uitgesproken mening over economische ontwikkelingen. In zijn beurscommentaren getuigt hij naar eigen zeggen van een realistische kijk op de zaken. De buitenstaander vat dit wellicht als cynisme op, maar dat is volgens De Kort onterecht. Zo wijst hij er vaak op dat positief nieuws sterk wordt uitvergroot; negatief nieuws, zelfs als dat in de meerderheid en relevanter is, wordt genegeerd. In zijn dagelijkse beurspraatjes op BNR Nieuwsradio gebruikte hij zijn eigen jargon ("Dekortiaans"), met een aantal veelgebruikte termen waarmee hij vooral de (naar zijn idee) dwaasheid van beleggers en stijgende beurskoersen bekritiseerde, te midden van het slechte economische nieuws.